# Miguel Raspanti

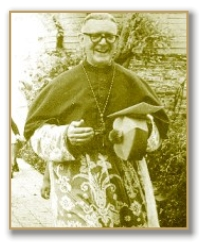
Bischof Miguel Raspanti SDB

Miguel Raspanti SDB (* 31. Mai 1904 in Córdoba; † 18. Februar 1991 in Córdoba) war ein argentinischer Ordensgeistlicher und römisch-katholischer Bischof von Morón.

## Leben
Raspanti wurde in einer großen Familie italienischen Ursprungs geboren. Mit neun Jahren zog die Familie nach Ituzaingó, Buenos Aires. 1919 trat er in das Noviziat der Salesianer Don Boscos in Bernal, Provinz Buenos Aires, ein. 
Am 8. Juli 1928 empfing er in Turin die Priesterweihe durch Giuseppe Kardinal Gamba. In der Ordensgemeinschaft hatte er verschiedene Aufgaben, vor seiner Ernennung zum Bischof war er Provinzial der Provinz San Francisco de Sales von Buenos Aires. 
Am 13. März 1957 wurde er durch Papst Pius XII. zum ersten Bischof des neu errichteten Bistums Morón ernannt. Am 12. Mai desselben Jahres spendete ihm der Erzbischof von La Plata, Antonio José Plaza, die Bischofsweihe in der Maria-Hilf-Basilika in Buenos Aires. Mitkonsekratoren waren Erzbischof Roberto José Tavella von Salta und Bischof José Borgatti von Viedma. Raspantis Wahlspruch lautete: Caritas Christi urget nos. Am 30. Juni 1957 erfolgte die Amtseinführung in Morón.
Miguel Raspanti nahm von 1962 bis 1965 als Konzilsvater an allen vier Sitzungsperioden des Zweiten Vatikanischen Konzils teil.
Am 22. Januar 1980 wurde sein altersbedingtes Rücktrittsgesuch von Papst Johannes Paul II. angenommen. Sein Nachfolger wurde Bischof Justo Oscar Laguna. Raspanti setzte sich im salesianischen Kolleg in Ramos Mejía zur Ruhe. 
Nach seinem Tod wurde er in der Kathedralbasilika Inmaculada Concepción del Buen Viaje von Morón bestattet.
Nach ihm wurde das Instituto Monseñor Miguel Raspanti in Haedo benannt.